# Ruptures (série télévisée)
Pour les articles homonymes, voir Ruptures.
Ruptures est une série télévisée canadienne réalisée par Mariloup Wolfe et diffusée du 13 janvier 2016 au 2 décembre 2019 sur ICI Radio-Canada Télé. La série est librement inspirée de la carrière de la réputée avocate Suzanne Pringle.
En France, en Belgique et en Suisse, la série est diffusée depuis le 17 septembre 2019 sur TV5 Monde. La première saison a été diffusée en France sur la plateforme France.tv du 16 décembre 2019 au 15 décembre 2020 ainsi que sur Auvio, en Belgique, depuis juillet 2020.

## Synopsis
Jeune et brillante avocate spécialisée en droit de la famille, Ariane Beaumont s'est donné pour mission de défendre les victimes et laissés-pour-compte des amours déchirées. Elle se consacre sans relâche à ce défi qui l'entraîne au cœur des causes chargées d'émotion qui sont inhérentes à sa pratique. Souvent, elle met en danger sa propre vie par amour pour son travail. 

## Distribution

### Acteurs principaux
- Mélissa Désormeaux-Poulin : Ariane Beaumont
- Vincent-Guillaume Otis : Étienne Dalphond
- Isabel Richer : Claude Boily
- Normand D'Amour : Jean-Luc De Vries
- Dominique Laniel : Gabrielle Lassonde
- Catherine Trudeau : Marie Rousseau
- Julie Ringuette : Justine Salvail
- Germain Houde : Normand Juge Ravary
- Guillaume Lemay-Thivierge : Antoine Duchesne
- Sylvie Léonard : Mireille Roy
- Steve Gagnon : Mickaël Beaumont
- Jacques Allard : Marcel Landry

### Acteurs récurrents
- Hugues Frenette : Me Maxime Langlois
- Bianca Gervais : Romane
- Sébastien Huberdeau : Robert Foster
- Daniel Parent : David Simard
- Isabelle Guérard : Katia Lemieux
- Shanti Corbeil-Gauvreau : Sasha Simard
- Brigitte Lafleur : Stéphanie Blais
- Guillaume Cyr : Christian Ropars
- Jean Petitclerc : Pierre
- Lise Martin : Pascale Danais
- Maxime Denommée : François Lemay
- Alice Morel-Michaud : Chloé
- Emmanuel Auger : Steve Blanchette
- Marilyse Bourke : Élizabeth Anctil
- Daniel Thomas : Patrice Juval
- Édouard Tremblay-Grenier : Nathan Juval
- Louise Portal : Diane Despaties
- Raymond Bouchard : Charles Beauvais

## Production
- Création : Fabienne Larouche
- Réalisation : Mariloup Wolfe (saison 1), François Bouvier (saison 2 et 3), Rafaël Ouellet (saison 4)
- Auteurs: Fabienne Larouche, Daniel Thibault, Isabelle Pelletier, Luc Dionne (saison 1), Jacques Diamant (saison 2), François Camirand (saison 3)
- Directeur artistique : Frédéric Joire
- Décors : Stéphane Dufour, Marie-Eve Crépeau
- Costumes: Jennifer Tremblay
- Photographie : Geneviève Perron
- Montage : Cédric Coussy
- Son : Pascal Van Strydonck
- Musique : FM Le Sieur
- Casting : Lucie Robitaille
- Directeurs des lieux de tournages : Linda Torino Tondreau, Martin Berardelli
- Directrice de production : Ginette Hoyste
- Productrice déléguée : Zoé Méthot - Trépanier
- Producteurs : Fabienne Larouche et Michel Trudeau
- Producteurs exécutifs : Fabienne Larouche, Michel Trudeau, Sébastien Pigeon et Sylvie Lacoste
- Société de production : AETIOS Productions inc. avec la collaboration de ICI Radio-Canada Télé
- Pays d'origine :  Canada
- Langue originale : français
- Genre : dramatique et téléroman
- Durée : 44 minutes

## Épisodes

### Première saison (hiver 2016)
La première saison a été diffusée du mercredi 13 janvier au 30 mars 2016 sur ICI Radio-Canada Télé.
Résumé
Cotes d'écoutes
Le premier épisode de la saison, diffusé le 13 janvier 2016 a été le plus regardé avec 1 047 000 téléspectateurs.
Le 7e épisode, diffusé le 24 février 2016, a été le moins regardé, avec 929 000 téléspectateurs.
| № | Première diffusion | Cotes d'écoute  | Cotes d'écoute | Rang semaine |    | №               | Première diffusion | Cotes d'écoute | Cotes d'écoute | Rang semaine |
| - | ------------------ | --------------- | -------------- | ------------ | -- | --------------- | ------------------ | -------------- | -------------- | ------------ |
| 1 | 13 janvier 2016    | en stagnation   | 1 047 000      | 16e          | 7  | 24 février 2016 | en diminution      | 929 000        | 15e            |              |
| 2 | 20 janvier 2016    | en diminution   | 961 000        | 17e          | 8  | 2 mars 2016     | en augmentation    | 1 024 000      | 16e            |              |
| 3 | 27 janvier 2016    | en augmentation | 971 000        | 14e          | 9  | 9 mars 2016     | en diminution      | 947 000        | 17e            |              |
| 4 | 3 février 2016     | en diminution   | 941 000        | 17e          | 10 | 16 mars 2016    | en augmentation    | 949 000        | 14e            |              |
| 5 | 10 février 2016    | en augmentation | 990 000        | 17e          | 11 | 23 mars 2016    | en augmentation    | 1 041 000      | 10e            |              |
| 6 | 17 février 2016    | en augmentation | 997 000        | 15e          | 12 | 30 mars 2016    | en diminution      | 1 019 000      | 12e            |              |

### Deuxième saison (hiver 2017)
La deuxième saison a été diffusée du lundi 9 janvier 2017 au 27 mars 2017 sur les ondes de ICI Radio-Canada Télé. La série change de case horaire pour être diffusée le lundi au lieu du mercredi.
Cotes d'écoutes
Le 6e épisode de la saison, diffusé le 13 février 2017, a été le plus regardé avec 1 002 000 téléspectateurs.
Le dernier épisode, soit le 12e épisode, diffusé le 27 mars 2017, a été le moins regardé, avec 927 000 téléspectateurs.
| № | Première diffusion | Cotes d'écoute  | Cotes d'écoute | Rang semaine |    | №               | Première diffusion | Cotes d'écoute | Cotes d'écoute | Rang semaine |
| - | ------------------ | --------------- | -------------- | ------------ | -- | --------------- | ------------------ | -------------- | -------------- | ------------ |
| 1 | 9 janvier 2017     | en diminution   | 990 000        | 11e          | 7  | 20 février 2017 | en diminution      | 972 000        | 13e            |              |
| 2 | 16 janvier 2017    | en diminution   | 961 000        | 14e          | 8  | 27 février 2017 | en diminution      | 959 000        | 16e            |              |
| 3 | 23 janvier 2017    | en diminution   | 947 000        | 15e          | 9  | 6 mars 2017     | en augmentation    | 1 000 000      | 10e            |              |
| 4 | 30 janvier 2017    | en diminution   | 940 000        | 13e          | 10 | 13 mars 2017    | en diminution      | 969 000        | 12e            |              |
| 5 | 6 février 2017     | en augmentation | 1 000 000      | 14e          | 11 | 20 mars 2017    | en diminution      | 942 000        | 15e            |              |
| 6 | 13 février 2017    | en augmentation | 1 002 000      | 14e          | 12 | 27 mars 2017    | en diminution      | 927 000        | 11e            |              |

### Troisième saison (hiver 2018)
La troisième saison a été diffusée du lundi 8 janvier 2018 au 9 avril 2018 sur les ondes de ICI Radio-Canada Télé.
Cotes d'écoutes
Les 11e et 12e épisodes de la saison, diffusé les 2 et 9 avril 2018, ont été les plus regardés avec 1 047 000 téléspectateurs. Le 6e épisode, diffusé le 26 février 2018 a été le moins regardé, avec 864 000 téléspectateurs.
| № | Première diffusion | Cotes d'écoute  | Cotes d'écoute | Rang semaine |    | №            | Première diffusion | Cotes d'écoute | Cotes d'écoute | Rang semaine |
| - | ------------------ | --------------- | -------------- | ------------ | -- | ------------ | ------------------ | -------------- | -------------- | ------------ |
| 1 | 8 janvier 2018     | en augmentation | 1 022 000      | 14e          | 7  | 5 mars 2018  | en augmentation    | 876 000        | 20e            |              |
| 2 | 15 janvier 2018    | en diminution   | 881 000        | 22e          | 8  | 12 mars 2018 | en diminution      | 867 000        | 20e            |              |
| 3 | 22 janvier 2018    | en augmentation | 993 000        | 13e          | 9  | 19 mars 2018 | en augmentation    | 1 012 000      | 13e            |              |
| 4 | 29 janvier 2018    | en diminution   | 913 000        | 20e          | 10 | 26 mars 2018 | en diminution      | 908 000        | 14e            |              |
| 5 | 5 février 2018     | en diminution   | 890 000        | 20e          | 11 | 2 avril 2018 | en augmentation    | 1 047 000      | 10e            |              |
| 6 | 26 février 2018    | en diminution   | 864 000        | 20e          | 12 | 9 avril 2018 | en augmentation    | 1 047 000      | 8e             |              |

### Quatrième saison (automne 2018)
La quatrième saison a été diffusée du lundi 10 septembre 2018 au 3 décembre 2018 sur les ondes de ICI Radio-Canada Télé. 
Cotes d'écoutes
Le 9e épisode de la saison, diffusé le 12 novembre 2018, a été le plus regardé avec 930 000 téléspectateurs. Le 7e épisode, diffusé le 29 octobre 2018 a été le moins regardé, avec 775 000 téléspectateurs.
| № | Première diffusion | Cotes d'écoute  | Cotes d'écoute | Rang semaine |    | №                | Première diffusion | Cotes d'écoute | Cotes d'écoute | Rang semaine |
| - | ------------------ | --------------- | -------------- | ------------ | -- | ---------------- | ------------------ | -------------- | -------------- | ------------ |
| 1 | 10 septembre 2018  | en diminution   | 836 000        | 13e          | 7  | 29 octobre 2018  | en diminution      | 775 000        | 17e            |              |
| 2 | 17 septembre 2018  | en diminution   | 792 000        | 14e          | 8  | 5 novembre 2018  | en augmentation    | 831 000        | 15e            |              |
| 3 | 24 septembre 2018  | en augmentation | 795 000        | 13e          | 9  | 12 novembre 2018 | en augmentation    | 930 000        | 9e             |              |
| 4 | 8 octobre 2018     | en augmentation | 880 000        | 10e          | 10 | 19 novembre 2018 | en diminution      | 835 000        | 13e            |              |
| 5 | 15 octobre 2018    | en diminution   | 810 000        | 12e          | 11 | 26 novembre 2018 | en diminution      | 797 000        | 15e            |              |
| 6 | 22 octobre 2018    | en augmentation | 846 000        | 12e          | 12 | 3 décembre 2018  | en augmentation    | 906 000        | 6e             |              |

### Cinquième saison (automne 2019)
La série a été renouvelée pour une 5e et dernière saison, diffusée depuis le 9 septembre 2019 sur les ondes de ICI Radio-Canada Télé. 
| № | Première diffusion | Cotes d'écoute  | Cotes d'écoute | Rang semaine |    | №                | Première diffusion | Cotes d'écoute | Cotes d'écoute | Rang semaine |
| - | ------------------ | --------------- | -------------- | ------------ | -- | ---------------- | ------------------ | -------------- | -------------- | ------------ |
| 1 | 9 septembre 2019   | en augmentation | 1 114 000      | 10e          | 7  | 28 octobre 2019  |                    | 1 048 000      | 11e            |              |
| 2 | 16 septembre 2019  | en diminution   | 971 000        | 5e           | 8  | 4 novembre 2019  |                    | 1 018 000      | 11e            |              |
| 3 | 23 septembre 2019  | en diminution   | 967 000        | 13e          | 9  | 11 novembre 2019 |                    | 962 000        | 15e            |              |
| 4 | 30 septembre 2019  |                 | 945 000        | 12e          | 10 | 18 novembre 2019 |                    | 965 000        | 11e            |              |
| 5 | 7 octobre 2019     |                 | 967 000        | 12e          | 11 | 25 novembre 2019 |                    | 1 091 000      | 6e             |              |
| 6 | 14 octobre 2019    |                 | 966 000        | 15e          | 12 | 2 décembre 2019  |                    | 980 000        | 7e             |              |